# Vasilis Xanthopoulos
Vassilis Xanthopoulos (29 de abril de 1984, Maroussi, Atenas, Grecia) es un jugador de baloncesto griego, que juega de base con el AEK BC de la A1 Ethniki, la primera división del baloncesto en Grecia. Fue parte del combinado nacional griego para disputar el EuroBasket 2011. En agosto de 2013 fichó por el Obradoiro CAB de Liga ACB.

## Equipos
- Near East BC (2002-2004)
- Panathinaikos BC (2004-2005)
- PAOK Salónica (2005-2006)
- Panathinaikos BC (2006-2007)
- Panionios BC (2007-2009)
- Panellinios Atenas (2009-2011)
- Panionios BC (2011-2012)
- Panathinaikos BC (2012-2013)
- Obradoiro CAB (2013-2014)
- Panionios BC (2014-2015)
- Aris Salónica BC (2015-2017)
- AEK B. C. (2017-2019)
- Peristeri BC (2019-2020)
- Kolossos Rodou BC (2020-2022)
- AEK BC (2022-presente)

## Palmarés

### Panathinaikos BC
- Euroliga (2007)
- A1 Ethniki  (2005, 2007 y 2013)
- Copa de Grecia (2005 y 2007)

### Selección nacional
- Medalla de bronce en el Europeo Sub-18 de 2002.
- Medalla de bronce en el Mundial Sub-19 de 2003.
- Medalla de plata en el Mundial Sub-21 de 2005.